# Dub na Hrádku
Dub na Hrádku je památný dub letní v obci Lukavice v okrese Chrudim. Roste na volném prostranství v místech zaniklé tvrze, západně od centra obce. Památným stromem je od roku 1990. V roce 2024 byl vyhlášen Stromem roku.

## Parametry stromu
- Výška (m): 31
- Obvod (cm): 710
- Ochranné pásmo: vyhlášené - 5 metrů od obvodu koruny
- Datum prvního vyhlášení: 01.12.1990
- Odhadované stáří: 800 let[1]

## Historie
Dub roste v místě bývalého ausperského velkostatku. Ještě před rokem 1914 se jej správa tohoto statku snažila odstranit odvážením fůr hlíny od jeho kořenů, a to i přes zákaz tehdejších úřadů. Přestál i nápor tornáda na Chrudimsku 25.6.2008. Po silném větru byla arboristickým řezem upravena jeho koruna.